# Thierry Vatrican
Thierry Vatrican (19 de agosto de 1975) é um judoca monegasco. Participou dos Jogos Olímpicos de Verão de 2000 e dos Jogos Olímpicos de Verão de 1996, não ganhou medalhas.